# Domnișoara Christina (film din 1992)
Pentru alte semnificații ale termenului, vezi Domnișoara Christina (dezambiguizare)

Domnișoara Christina este un film de televiziune româno-francez din 1992 regizat de Viorel Sergovici după un scenariu inspirat din nuvela omonimă a lui Mircea Eliade. Rolurile principale sunt interpretate de actorii Adrian Pintea, Dragoș Pâslaru, Irina Petrescu și Mariana Buruiană.

## Distribuție
- Adrian Pintea — Egor Pașchievici, pictor bucureștean invitat de Sanda să petreacă o lună de zile la moșia familiei sale din Câmpia Dunării
- Dragoș Pâslaru — Nazarie, arheolog și asistent universitar, ucenicul profesorului Vasile Pârvan, musafir în casa familiei Moscu / Radu Prajan, un prieten al lui Egor, mort de multă vreme
- Irina Petrescu — doamna Moscu, proprietara moșiei și a conacului, sora mai mică a domnișoarei Christina
- Mariana Buruiană — domnișoara Christina, o fată de moșier ce a fost ucisă pe când avea doar 20 de ani în timpul Răscoalei de la 1907
- George Constantin — un medic pasionat de vânătoare
- Raluca Penu — Sanda, fiica cea mare a doamnei Moscu
- Medeea Marinescu — Simina, fiica cea mică a doamnei Moscu
- Julieta Strâmbeanu — doica, o femeie îmbătrânită, aproape nebună (menționată Julieta Strîmbeanu Weigel)
- Daniela Cornea
- Claudia Nicolau
- Cornel Medvedov — bărbatul din vis care i-l arată lui Egor pe Radu Prajan

## Vezi și
- Domnișoara Christina, film din 2013